# 382

## Събития
- Император Теодосий I сключва договор с Вестготите, които получават автономия между Дунава и Стара планина и статут на федерати